# Vote
Pour les articles homonymes, voir Vote (homonymie).
 (septembre 2015).
Le vote (terme dérivé de l'anglais vote, provenant du latin votum signifiant « vœu ») est une méthode permettant à un groupe une prise de décision commune. Les organisations formelles ou informelles ont recours à cette pratique, de toute nature (économiques, politiques, associatives, etc.). La pratique du vote vise à donner une légitimité à la décision en montrant qu'elle ne vient pas d'un individu isolé. Avant que le vote proprement dit n'ait lieu, il est fréquent qu'un temps de discussion ou de débat soit ménagé pour permettre à chacun des votants d'exposer ou de prendre connaissance des arguments, afin de motiver au mieux sa décision.
Le vote est généralement encadré par un processus aussi dénommé « scrutin ».

## Systèmes de vote
L'importance que revêt l'acte de voter dans un système démocratique justifie que de nombreux théoriciens se soient penchés sur les systèmes de vote. À ce jour encore, plusieurs systèmes de vote sont en vigueur suscitant de nombreuses polémiques initiées par leur défenseurs.

### Enjeux
Si les enjeux peuvent varier en fonction du contexte ils induisent certaines caractéristiques qui elles-mêmes seront liées aux modalités de mise en œuvre.
- Décidabilité : Le but premier est généralement de pouvoir décider d'une position, qu'il s'agisse d'une position consistant à prendre une décision, ou d'une position consistant à ne pas prendre de décision; c'est notamment le cas d'un référendum.

- Unicité du vote : Généralement on souhaite l'unicité du vote: pour permettre à chacun d'être justement représenté, il ne faut pas permettre à un électeur de voter plusieurs fois, c'est-à-dire d'être sur représenté.

- Représentativité : Certains systèmes de propriété (propriété au sens légal) conduisent à ce que les voix de chaque électeur soient pondérées par une quote-part de participation.

- Secret et transparence : Suivant le scrutin, on peut souhaiter que le vote soit secret, afin de prévenir la corruption du vote, ou bien au contraire public, afin de contraindre à un positionnement assumé.

- Vérifiabilité : Afin de lever tous doutes sur la légitimité du scrutin, lorsqu'un enjeu existe, on souhaite que le scrutin soit vérifiable, c'est-à-dire que l'on puisse démontrer aux yeux de tous l'absence de triches. On souhaite alors s'assurer que les personnes et matériels impliqués dans l'organisation ne soient pas détournés aux profits d'intérêts spécifiques.

- Attractivité : Certaines organisations commerciales promeuvent des votes dans le but inavoué de susciter la participation à une action qui sans le dire est un acte d'achat. C'est notamment le cas des votes visant à l'achat par « numéros de services à valeur ajoutée » également connues sous l’appellation de communication téléphonique surtaxée.

- Non participation : Pour éviter qu'une décision soit prise par défaut ou pour pallier certains aléas, il est de coutume de permettre la non participation, par exemple au travers de l'abstention, ou du vote nul ou blanc.

- Quorum et majorité : Pour donner une légitimité accrue à la prise de décision, la méthode de vote peut être corrélée à un système de quorum et/ou de majorité qualifiée.

- Rapidité : Dans un vote où l'on attend un résultat positif, il est d'usage de demander d'abord qui est contre et ensuite qui s'abstient. Les personnes qui ne se prononcent pas sont alors supposées en faveur de la décision. Ceci présente un double avantage: cela évite de devoir compter les nombreux pour, tout en maximisant leur nombre.

## Mode d'expression
Les votants — membres d'un groupe, d'une assemblée, d'une institution ou les citoyens d'un pays démocratique ou oligarchique — peuvent être appelés à se prononcer selon différentes procédures de vote.
Les suffrages exprimés par les votants sont classés selon les règles électorales du scrutin concerné.

### Vote à bulletin secret
Le vote à bulletin secret, aussi appelé scrutin secret, consiste à donner son avis sur plusieurs propositions, de manière anonyme. Généralement, les bulletins sont mis dans une urne et ne seront dépouillés qu'après la clôture du scrutin. Afin d’éviter toute fraudes, les urnes sont souvent transparentes et le dépouillement se fait devant témoins. Le vote électronique ne permet pas la même visibilité sur le déroulement de l’élection et laisse planer le doute sur sa régularité.
L'anonymat est garanti par le fait de passer, seul, dans l'isoloir, et par le fait que le bulletin, en étant à l'intérieur d'une enveloppe, est à l'abri des regards. Cette méthode permet de limiter les pressions sur le choix des votants.
L'enveloppe est ensuite insérée dans l'urne en présence publique, ce qui permet de s'assurer que l'électeur n'insère qu'une seule enveloppe.
Le bulletin peut être déjà prérempli sans qu'aucune modification ne soit possible (c'est le cas de nombreuses élections en France), ou bien le bulletin peut être modifié ou rempli par l'électeur, lui donnant ainsi plus de liberté de choix (voir système de vote). Cependant, dans tous les cas, le vote peut être blanc mais, selon les pays et les scrutins, cette forme d'expression entre ou non en compte dans le résultat du dépouillement.

### Vote à main levée
Le vote à main levée consiste à lever sa main pour donner son avis entre plusieurs propositions. Il permet une prise de décision rapide, car le dépouillement est quasi immédiat. Mais cela oblige à ce que tous les votants soient présents en même temps. C’est pour cette raison que ce type de vote est généralement utilisé par les élus lorsqu’ils sont réunis (Conseil municipal, Parlement, la plupart des organisations internationales).
Le vote à main levée est toujours pratiqué dans deux cantons suisses, Glaris et le canton d’Appenzell Rhodes-Intérieures, par les assemblées primaires des citoyens réunis en Landsgemeinde, symboles d’une démocratie séculaire. C’est l’augmentation du nombre des citoyens, et l’introduction du suffrage féminin qui entraîne le remplacement progressif de ces assemblées par des suffrages traditionnels à bulletin secret dans des bureaux de vote. Ainsi le canton d’Obwald l’a aboli en 1999.
La procédure peut commencer par le vote par acclamation, où on estime le volume sonore de chaque option comme à l'assemblée spartiate ou lors de la conclusion de primaires présidentielles aux États-Unis. En cas de doute on passe au vote par séparation où les partisans de chaque option se regroupent, typiquement à droite et à gauche de la tribune, puis éventuellement au vote à main levée proprement dit.

### Vote public
Le vote public, aussi appelé vote à l'appel nominal, consiste à appeler tour à tour chacun des membres d'une assemblée à exprimer son vote publiquement. Celui-ci est alors consigné dans le registre des délibérations et il est ensuite possible de publier le vote de chacun des participants au scrutin.
Le règlement d'une assemblée autorise généralement ses membres à demander le vote à bulletin secret, plutôt que le vote à main levée, par contre ce même règlement peut donner la prééminence à une demande de vote à l'appel nominal. C'est souvent le cas dans une assemblée législative où les membres, étant des représentants du peuple, peuvent être contraints à la publicité de leur opinion.

### Vote par correspondance
Couramment pratiqué en Allemagne et en Suisse où dans certains cantons plus de la moitié des suffrages sont exprimés de cette manière, il consiste à envoyer à l’avance son bulletin de vote par voie postale ; un numéro d’identification permet de garantir qu’une personne ne vote qu’une fois, tout en maintenant le secret du vote. En Suisse, le vote à l'urne se fait d'ailleurs à l'aide du matériel reçu par correspondance.
Le dépouillement des enveloppes de vote a ensuite lieu en deux temps : ouverture de l’enveloppe contenant la carte d’identification de l’électeur par l’administration communale, puis à la clôture du scrutin, ouverture des enveloppes fermées contenant les bulletins de vote par le bureau électoral 
On craint parfois que ce procédé ne garantisse pas le secret de l’isoloir, malgré les deux temps du dépouillement[réf. nécessaire]. Le vote par correspondance peut aussi être utilisé pour commettre une fraude électorale, comme en Caroline du Nord (États-Unis) ou à Genève, par exemple en volant les enveloppes dans les boîtes aux lettres.

### Vote par procuration
Le vote par procuration permet au mandant de désigner un mandataire qui ira voter à sa place. Le déroulement du vote est par ailleurs identique. Cette forme de vote repose sur la confiance entre le mandant et le mandataire. Le mandant ne peut en effet pas confier une enveloppe cachetée avec son suffrage sous peine de nullité.
Très simplifiée en France depuis 2003 puisqu'elle ne nécessite que la présentation d'une pièce d'identité, cette démarche s'effectue devant un Officier de Police Judiciaire préalablement désigné par un tribunal d'instance et affecté dans un commissariat de Police ou une brigade de Gendarmerie. Cette forme de vote a été largement utilisée lors de l'élection présidentielle de 2007 en France. L'engouement étant tel que les commissariats étaient quelquefois en rupture de stock de formulaires. Il n'est légalement possible d'être le mandataire que d'un seul électeur (sauf cas particulier de mandant à l'étranger).

### Vote de remplacement
Le vote de remplacement permet à ceux qui votent pour des candidats ou des listes n’ayant pas d’élus faute d’avoir atteint le quorum de prévoir le report de leur voix sur un autre candidat. Cette mesure favorise la diversité d’expression politique, et d’aller à l’encontre du vote utile.

### Vote électronique
Le vote électronique est un système de vote automatisé, notamment des scrutins, à l'aide de systèmes informatiques. Ce terme générique relève en vérité de plusieurs situations concrètes. Par exemple, il peut correspondre à l'informatisation du processus de vote permettant de voter à distance, c’est-à-dire de voter de chez soi, ou de n'importe où dans le monde et ainsi éviter de se déplacer dans des bureaux de vote.

#### Vote par clé

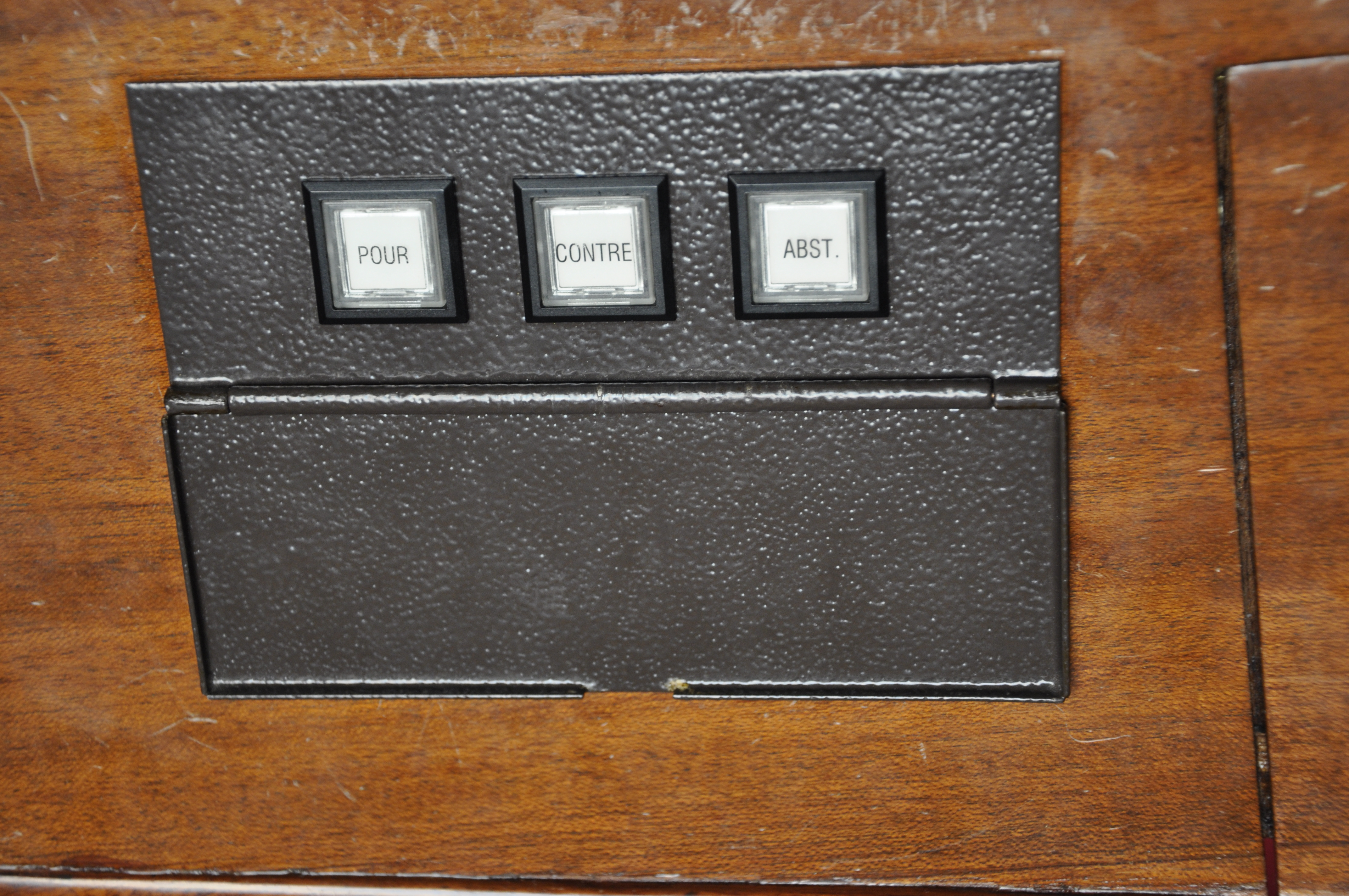
Le pupitre de vote d'un député français.

En France, utilisé à l'Assemblée nationale de la Ve République, il a donné lieu par le passé à certains abus, comme l'usage de clés multiples (parfois plus de dix par des députés remplaçant des collègues absents), alors que le règlement de l'assemblée n'en autorise que deux. Le système de clés actuel ne permet pas de vérifier l'observation de cette règle pour le moment.

#### Vote par Internet
Le vote par Internet (ou vote en ligne) est parfois pratiqué. Son principal inconvénient pour le moment est l'absence d'isoloir (rien ne garantit que le citoyen soit seul devant l'ordinateur au moment où il vote, ni ne permet de le vérifier). D'autres conditions à remplir sont :
- le secret absolu du vote ;
- la possibilité pour le votant et lui seul de vérifier que son vote a bien été pris en compte dans le sens indiqué ;
- l'absence de pression de la part de l'environnement sur le votant.

Ces points ont conduit le rapport Pellegrini et le rapport Lang à considérer cette technique comme imprudente à l'échelle d'un pays comme la France.
En 2002, le Sénat français avait proposé un système de vote électronique, qui avait débouché sur le rapport Lang précédemment cité.
Différentes études ou expériences ont été conduites :
- en Suisse le vote par Internet existe pour certains scrutins locaux, et sur quelques communes-test ; [Lesquelles ?]
- en Allemagne, selon une étude allemande (sondage de 2 000 électeurs), la possibilité de voter via Internet aurait augmenté le taux de participation aux législatives de septembre 2009 de 6 points[12] ;
- aux États-Unis l'utilisation du vote par Internet a été écarté à la suite d'une analyse sérieuse[13] ;
- selon un rapport de 2006 de la Commission nationale de l’informatique et des libertés, plusieurs pays auraient abandonné le vote par Internet à cause de l’immaturité des technologies de l'époque[14].

## Réglementation
Dans les démocraties, le vote doit être libre et sincère.
Le financement de la campagne électorale est strictement encadré par la loi du 11 mars 1988. Elle plafonne les dépenses des campagnes.
La propagande électorale, qui regroupe l'affichage et l'apparition audiovisuels, les pouvoirs publics encadre le déroulement, pour assurer une égalité de traitement entre candidats. La loi du 19 février 2002 interdit la publication des sondages d’opinion la veille et du jour des scrutins, jusqu'à la fermeture des derniers bureaux de vote.
Le contentieux de l'élection est confié au juge qui peut modifier les résultats en cas de fraude électorale.
En France, les différentes majorité de vote en copropriété sont définies par la loi : vote selon la majorité de l’article 24 et vote selon la majorité de l'article 25, par exemple.[réf. nécessaire]
Les sociétés commerciales disposent également de règles sur le votes des actionnaires.

## Le dépouillement
Le dépouillement peut s'effectuer :
- dit « à la main ». En pratique c’est toujours un processus complexe, nécessitant plusieurs intervenants se contrôlant mutuellement et effectuant chacun une tâche précise, effectué sous la surveillance du public présent et de scrutateurs désignés représentant les candidats, avec la production de documents obligatoires signés attestant que les opérations se sont déroulés correctement.
- par ordinateur. Il nécessite dans ce cas le contrôle des sources du programme informatique de dépouillement et du compilateur utilisé pour transformer ces sources en exécutable. Si le contrôle utilise une signature électronique, le logiciel de gestion de cette signature doit subir les mêmes contrôles que le programme informatique utilisé pour le dépouillement. Il permet des modes d’expression plus sophistiqués.
- toute combinaison entre les deux, avec ou sans production de bulletins . Il est par exemple possible de compter mécaniquement les bulletins aussi facilement qu’on compte les billets, sans même les trier préalablement.